# Żelazna Rządowa-Gutocha

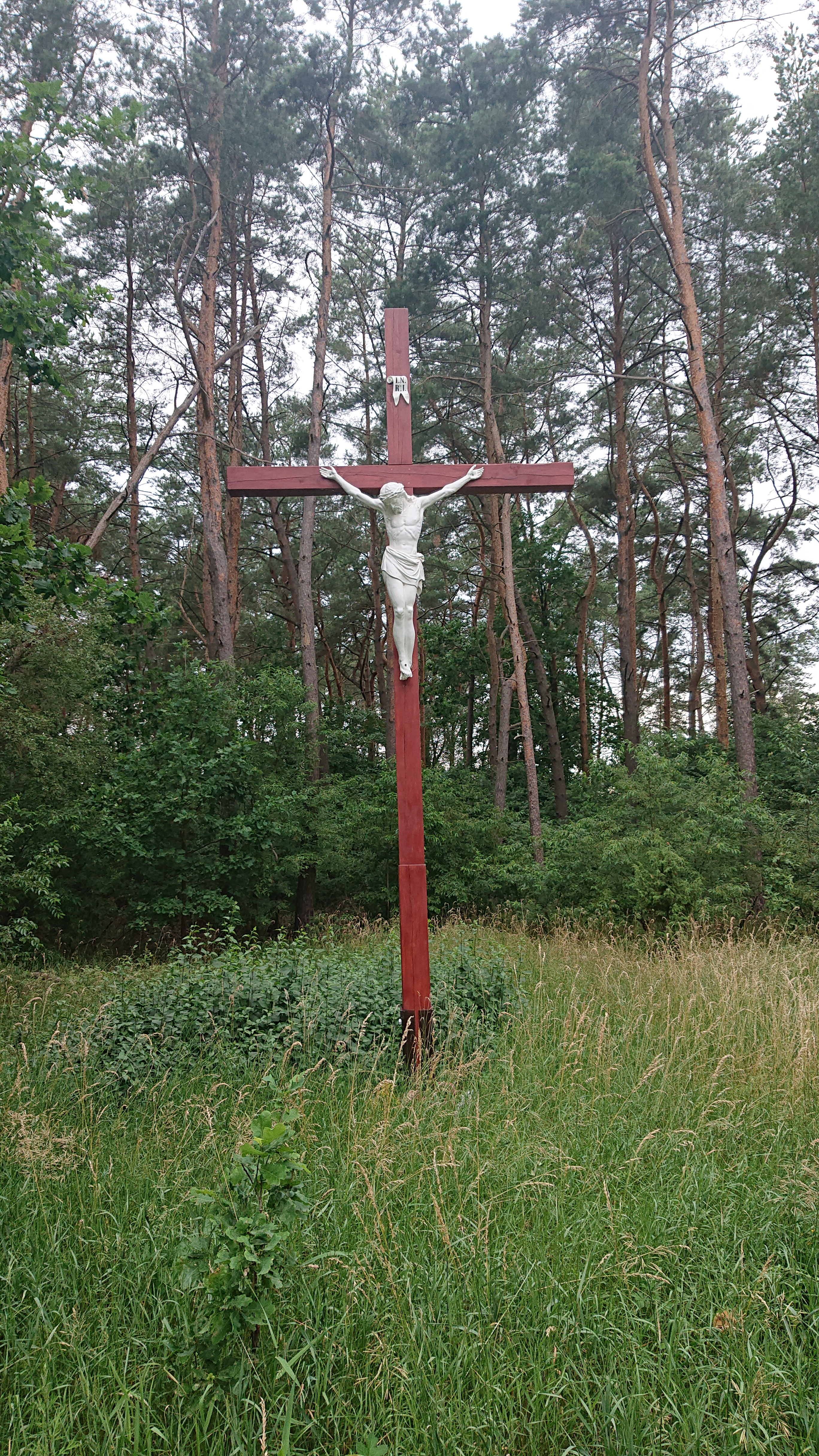
Przydrożny krzyż

Żelazna Rządowa-Gutocha – osada w Polsce położona w województwie mazowieckim, w powiecie przasnyskim, w gminie Jednorożec.
Osada wchodzi w skład sołectwa Żelazna Prywatna.

## Wiadomości ogólne

### Nazwa
Nazwa Żelazna pochodzi od obfitych złóż rudy darniowej. Określenie Rządowa odnosi się do gruntów rządowych, na których rozciągała się miejscowość. Gutocha to stara nazwa bagna. Pojawia się na mapach jako Bagno Gutocha lub Błoto Gutocha. Miało powierzchnię ok. 6 tys. ha. Leżało w dolinie rzeki Płodownicy, pomiędzy wsiami Żelazna Prywatna i Żelazna Rządowa w gminie Jednorożec a Błędowo, Ziomek, Majk, Kucieje i Wola Błędowska w gminie Baranowo. Był to obszar niedostępny dla ludzi. Zachowały się dwa podania. Jedno o nazwie, która miała pochodzić od imienia wiedźmy, która tu mieszkała, była znachorką, a czasem przewodniczką po bagnie. Drugie podanie mówi o tym, że do osuszenia błota sprowadzono tureckich niewolników. Mieli przekopywać koryto Płodownicy od Rzodkiewnicy do Rycicy.

### Zmiany administracyjne
Po II wojnie światowej Żelazna Rządowa-Gutocha należała do powiatu przasnyskiego i województwa warszawskiego. W 1954 zlikwidowano gminy i zastąpiono je gromadami. W 1973 przywrócono istnienie gminy Jednorożec, do której włączono Żelazną Rządową-Gutochę. W latach 1975–1998 miejscowość administracyjnie należała do województwa ostrołęckiego. Od 1999 Żelazna Rządowa-Gutocha znajduje się w gminie Jednorożec w powiecie przasnyskim i województwie mazowieckim.

## Historia
Bagno wykorzystywano jako szlak ucieczek (dezerterzy z armii carskiej uciekający do Prus Wschodnich, przestępcy). W wieku XIX było częścią dóbr Puszcza Płodownicka o powierzchni około 30 tys. włók. Na powierzchni 1000 morgów wydobywano torf. Guzowatka-Gutocha była jedną z największych kopalni tofu w zaborze rosyjskim. Eksploatacja torfu w Gutosze trwała do początku lat 90. XX wieku. Po powstaniu styczniowym majątek przestał był meliorowany i ponownie się zabagniał. Przed I wojną światową majątek nabyli od Żydów Karol Dłużewski i Stanisław Tryniszewski. Planowali zalesić niektóre obszary, a Gutochę na powierzchni tysiąca mórg poddać melioracji. Kierownikiem majątku został Lucjan Legis.
W okresie międzywojennym bagno stało się własnością państwa. Towarzystwo Akcyjne Budowa i Eksploatacja Stawów planowało inwestycję w hodowlę ryb, głównie karpia. W latach 1925–1927 powstały cztery stawy rybne o powierzchni 40 ha. Przedsiębiorstwo doświadczyło kryzysu gospodarczego. Do 1942 prace hodowlane w Gutosze prowadził inż. Kazimierz Teresiński z Budnych Sowiąt. Hodowano wówczas 5–5,5 tony ryb rocznie. W 1940 wyremontowano dwa stawy z narybkiem i dwa tarliskowe. Zaplanowano budowę magazynów. Wybudowano nową zastawkę, która funkcjonowałą do 1975. W 1943 Niemcy zaczęli prowadzić regularne odłowy. W 1944 ryby zostały wcześniej odłowione, bo zbliżała się Armia Czerwona.
Po II wojnie światowej zorganizowano tu Państwowe Gospodarstwo Rolne. Zaplanowano zagospodarowanie bagien i nieużytków. Pracowano ręcznie na terenie o powierzchni 25 arów. Łąki meliorowano za pomocą koni i kosiarek ręcznych. Prasowane siano sprzedawano m.in. w Płocku i w warszawskim Służewcu. Brakowało chętnych do pracy. Na stałe pracowało 6 rodzin, które zajęły wybudowany w 1952 barak. Latem do pracy przyjeżdżało około 80 osób z okolicznych wsi. W 1960 postawiono dom bliźniak dla dwóch rodzin, a na przełomie lat 70. i 80. XX wieku 4 bloki mieszkalne, suszarnię, w której produkowano pasze dla zwierząt, mieszalnię i obory dla zwierząt. Główną siedzibę PGR przeniesiono z Ziomku do Żelaznej Rządowej. Od okolicznych rolników wykupiono ziemię na siedzibę PGR. Do PGR w Gutosze należał 1 tys. ha ziemi w Klonie, ale trudności transportowe i znaczna odległość sprawiły, że Klon się usamodzielnił. W latach 80. XX wieku w Gutosze powstał jednorodzinny dom dla dyrektora przedsiębiorstwa. W blokach mieszkalnych pojawiło się centralne ogrzewanie. W 1985 dyrektorem PGR Gutocha był mgr inż. Zbigniew Kotarski. PGR produkował wówczas pasze dla 4 innych PGR i 12 rolniczych spółdzielni produkcyjnych. W 1987 w PGR Gutocha pracowało 37 pracowników (26 bezpośrednio w produkcji). Do PGR należały 152 ha użytków zielonych, 7 ha ziemi ornej i 150 ha stawów rybnych.
PGR Gutocha został zlikwidowany w 1992. Ziemia została sprywatyzowana. Administracją stawów rybnych zajął się Polski Związek Wędkarski.

## Współcześnie
Na terenie stawów działa prywatne gospodarstwo rybackie.

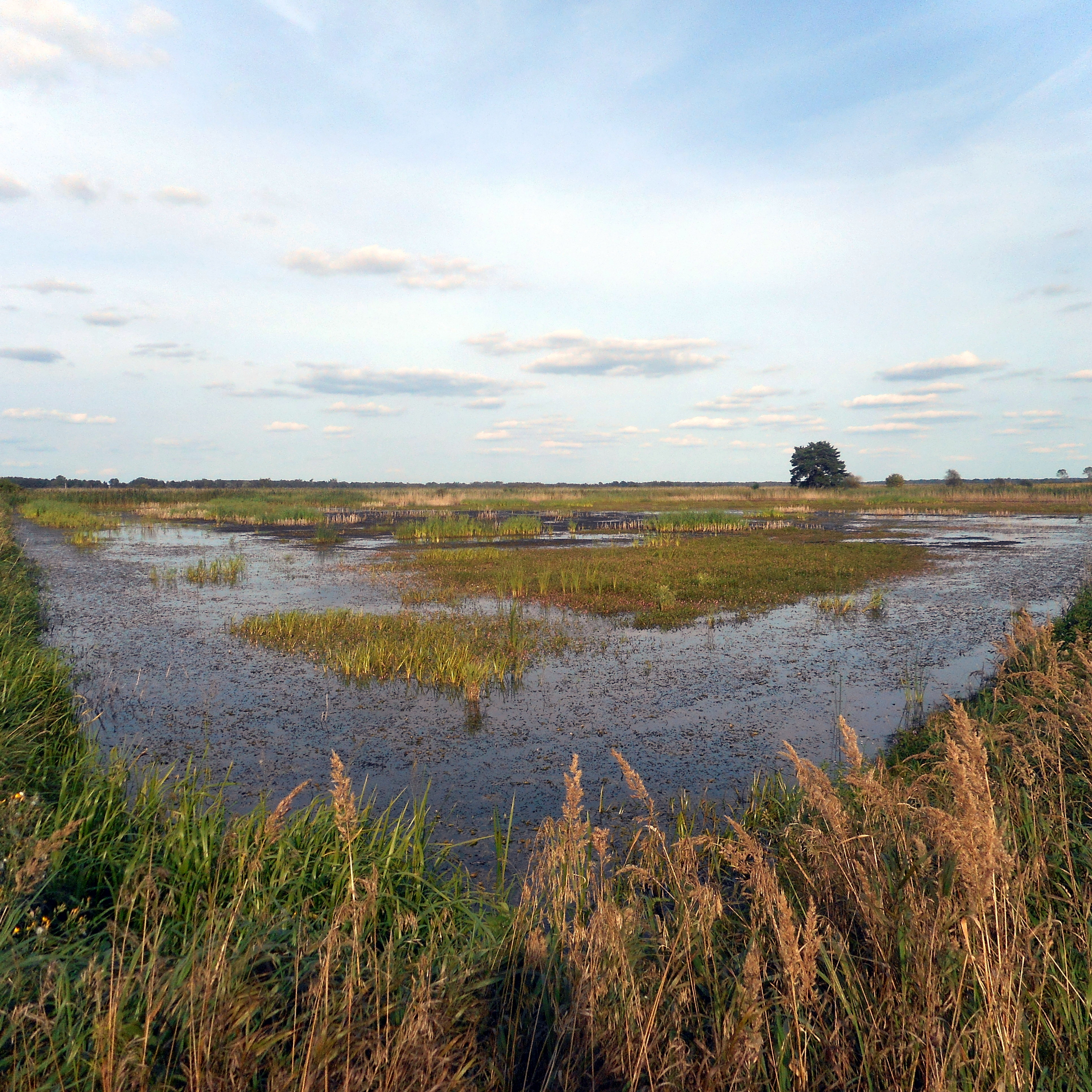
Stawy

We wrześniu 2007 notowano tu 75 osób, 4 bloki mieszkalne i 1 dom. Na dzień 25 listopada 2011 notowano tu 78 osób: 32 kobiety i 41 mężczyzn. Na dzień 31 grudnia 2014 osadę zamieszkiwało 15 osób w wieku przedprodukcyjnym, 47 w wieku produkcyjnym i 15 w wieku poprodukcyjnym, łącznie 77 osób.
W Gutosze znajdują się tereny należące do Obszaru Natura 2000 Dolina Omulwi i Płodownicy. Ochronie podlegają rzadkie i zagrożone gatunki ptaków gnieżdżące się w okolicy stawów (czajka, siewka złota, szpak, bąk, wąsatka, płaskonos, rożeniec, cyranka, krakwa i gągoł, kulik wielki, rycyk, brodziec krwawodzioby, czajka, czapla siwa, bocian czarny, czapla biała, łabędź niemy, perkoz dwuczuby, perkoz rdzawoszy i perkozek, dziwoń, remiz, dudek, srokosz, pliszka żółta, pokląskwa, błotniak stawowy, bielik, kobuz, pustułka, krogulec, jastrząb, błotniak łąkowy, błotniak zbożowy, kania czarna, myszołów, myszołów włochaty, biegus zmienny, biegus malutki, sieweczka obrożna, batalion, łęczak, brodziec śniady, brodziec krwawodzioba, rycyk, siewnica, kszyk, czajka, wąsatka, bielaczek, kobczyk).